# Zyôdo Ike
Zyôdo Ike (von japanisch 浄土池 ‚Paradiessee‘) ist ein kleiner See an der Kronprinz-Olav-Küste des ostantarktischen Königin-Maud-Lands. Er liegt auf Zyôdo Daira im Gebiet des Kap Ryūgū.
Japanische Wissenschaftler kartierten ihn anhand von 1962 erstellten Luftaufnahmen und von 1977 bis 1978 durchgeführten Vermessungen. Die Benennung erfolgte 1979.